# Guillaume de Villaret

Guillaume de Villaret
Kupferstich um 1725

Familienwappen

Großmeisterwappen

Guillaume de Villaret, auch Wilhelm von Villaret, Wilhelmus Villaretus, († 1307 in Limassol) war ein Adliger aus der Provence und von 1296 bis 1305 der 24. Großmeister des Johanniterordens.
Um 1284 war Guillaume Großprior von St. Gilles gewesen. Davor war er Rektor von Comtat Venaissin.
Nachdem die Ritter aus dem „Heiligen Land“ vertrieben worden waren (siehe auch Akkon), und nun auf Zypern residierten, hatte sich eine gewisse Zügellosigkeit im Orden breitgemacht. Ein Versuch im Jahre 1300 bei Tartus wieder einen Stützpunkt auf dem Festland zu erobern, musste mangels Unterstützung der verbündeten Mongolen ergebnislos abgebrochen werden (siehe auch Belagerung von Aruad). Villaret stellte die Disziplin im Orden wieder her und plante, als neuen Stützpunkt die Insel Rhodos zu erobern.
Sein Bruder Foulques de Villaret der ihm im Amt des Großmeisters nachfolgte, nachdem Guillaume 1305 zurückgetreten war, konnte diesen Plan verwirklichen.
Guillaume starb 1307 in Limassol auf Zypern.